# Daniel Clemens
Daniel Clemens (ur. 28 kwietnia 1992) – niemiecki lekkoatleta specjalizujący się w skoku o tyczce.

## Osiągnięcia
- brązowy medal mistrzostw świata juniorów młodszych (Bressanone 2009)
- brązowy medal młodzieżowych mistrzostw Europy (Tampere 2013)

## Rekordy życiowe
- skok o tyczce (stadion) – 5,61 (2018)
- skok o tyczce (hala) – 5,58 (2018)